# حكومة أديناور الرابعة
أدت حكومة أديناور الرابعة بقيادة المستشار كونراد أديناور اليمين في 14 تشرين الثاني 1961 وأرست مهامها في 14 كانون الأول 1962. وتشكلت الحكومة بعد انتخابات عام 1961. تسببت قضية شبيغل في عام 1962 بانهيار الائتلاف بسبب إجراءات وزير الدفاع فرانتس جوزيف شتراوس التي انتهكت حرية الصحافة، مما أدى إلى استقالة جميع وزراء الحزب الديمقراطي الحر احتجاجًا على وزير الدفاع. ونتيجة لذلك استمرت حكومة أديناور الرابعة فقط لأكثر من عام بقليل.

## وصلات خارجية
- مجلس الوزراء الألماني  (بالإنجليزية)
- الوزارات الاتحادية في ألمانيا (بالإنجليزية)